# Державний національний театр Удмуртської Республіки
Державний національний театр Удмуртської Республіки (рос. Государственный национальный театр Удмуртской Республики; удм. Удмурт элькунысь йöскалык кун театр) — державний національний театр у столиці Удмуртії (Росія) місті Іжевську, головна театральна драматична сцена Республіки.

## Загальні дані
Державний національний театр Удмуртської Республіки розташований за адресою:
вул. Горького, буд. 73, м. Іжевськ-426051 (Удмуртська Республіка, Росія).
Директор театру — Ураськін Андрій Іванович. 

## З історії театру
Передвісником першого професіонального удмуртського театру, як і багатьох інших закладів національної культури став Центральный удмуртський клуб «Червоний удмурт» по вулиці Горького в Іжевську, відкритий 1923 року за ініціативою Йосифа Наговіцина. Упродовж декількох років клуб був осередком не тільки культурного, а й видавничого та політичного життя краю, а в його роботі активну участь узяли  Трохим Борисов, Кузебай Герд та інші удмуртські діячі. За їх допомогою в клубі запрацювали різноманітні гуртки, курси, бібліотека, редакції газет «Гудыри» («Грім»), «Ижевская правда». Директором клубу й керівником удмуртського драматичного гуртку став А.В. Сугатов, са́ме під його керівництвом національна молодь почала здобувати ази театрального мистецтва, серед якої були і майбутні світочі удмуртської інтелігенції І.Г. Гаврилов, А.І. Саратов. 

Трупа Удмуртського держтеатру, 1935

Згодом художнє керівництво драмгуртком прийняв І.Г. Гаврилов, поєднуючи режисерську роботу з акторською діяльністю, одночасно створюючи одноактні п'єси й агітки для концертних програм. Він же переклав удмуртською популярну на той час п'єсу Є.Г. Яновського «Ярость», перенісши її дію в удмуртське село.  
7 лютого 1931 відбулася перша прем'єрна вистава професіонального удмуртського театру «Шумит река Вала» за п'єсою І.Г. Гаврилова (вважається датою народження театру).
У 1935 році театрові присвоїли державний статус. Вже від перших же років функціонування із закладом співпрацювали молоді удмуртські письменники М. Петров, М. Коновалов, у чиїх п'єсах «Батрак», «Победная поступь» робилися спроби звертатися до сучасної проблематики. До репертуару театру міцно увійшли твори російської та світової класики: «Ревизор» та «Женитьба» М. Гоголя, «Слуга двух господ» К. Гольдони, «Лекарь поневоле» Ж-Б. Мольєра. Тривале сценічне життя отримала п'єса І. Гаврилова «Холодный ключ» про життя умуртського села під час революційних перетворень.
У роки Другої Світової війни більша частина акторів театру пішла на фронт. Заклад було розформовано згідно з постановою Раднаркому УдАРСР. Але вже 20 жовтня 1942 року Раднарком спецпостановою зобов'язав поновити діяльність Удмуртського державного драматичного театру з тимчасовою базою в селі Алнаші, згодом у Можзі. У цей період ставились переважно одноактні п'єси й готувались концерти антифашистського спрямування — загалом у воєнний час зіграно понад 600 концертів та вистав. 
Нарикінці 1944 — на початку 1945 року театр повернувся до Іжевська, а у березні того ж року вже представляв на Всеросійському огляді національних театрів два спектакля — «Старый Мултан» за п'єсою М. Петрова та «Русские люди» К. Симонова (в удмуртському перекладі).  
1950—1980-і роки стали для Удмуртського державного драматичного театру періодом піднесення, активного поповнення репертуару, творчих пошуків; в цей час виросли й гучно заявили про себе корифеї удмуртської театральної сцени.
Від січня 1996 року театр отримав сучасну назву — Державний національний театр Удмуртської Республіки.

## Репертуар і діяльність
Національний театр Удмуртії має своє власне творче обличчя. За понад 75 років діяльності колектив Державного національного театру Удмуртської Республіки поставив майже 500 вистав за творами удмуртської, російської та світової класики, сучасної драматургії.
У теперішній час у репертуарі театру п'єси удмуртських авторів Тамари Ардашевої і Єгора Загребіна «Под белой черёмухой», Анатолія Григорьєва «Поросенок и жених», Василя Гаврилова і Леоніда Романова «Любовь не стареет», чувасьского драматурга Миколи Сидорова «Как живете-можете?», бурятського драматурга Геннадія Башкуева «Чио-Чио-Саня», комедія Карло Гольдоні «Слуга двух господ». Для дитячої авдиторії театр щорічно ставить декілька вистав російською мовою. 
Щороку трупа театру виїжджає на малі осінньо-зимові та великі (літні) гастролі в сільські райони Удмуртської Республіки та за її межі — активно працює з удмуртським населенням Башкортостану, Татарстану, Пермської та Кіровської областей. 

## Виноски
1. ↑  Історія театру на Офіційна вебсторінка театру (рос.)
2. ↑  Репертуар театру на Офіційна вебсторінка театру (рос.)
3. ↑  Державний національний театр Удмуртської Республіки [Архівовано 4 березня 2016 у Wayback Machine.] на Офіційне інтернет-представництво Удмуртської Республіки [Архівовано 14 жовтня 2018 у Wayback Machine.] (рос.)